# John Wall
Johnathan Hildred Wall Jr. (* 6. September 1990 in Raleigh, North Carolina) ist ein US-amerikanischer ehemaliger Basketballspieler. Der 1,93 Meter große Point Guard wurde im NBA-Draft 2010 an erster Stelle ausgewählt. Er wurde insgesamt fünfmal in seiner Karriere zum NBA-All-Star gewählt. Im Jahr 2017 erhielt er eine All-NBA-Team-Berufung.

## High School und College

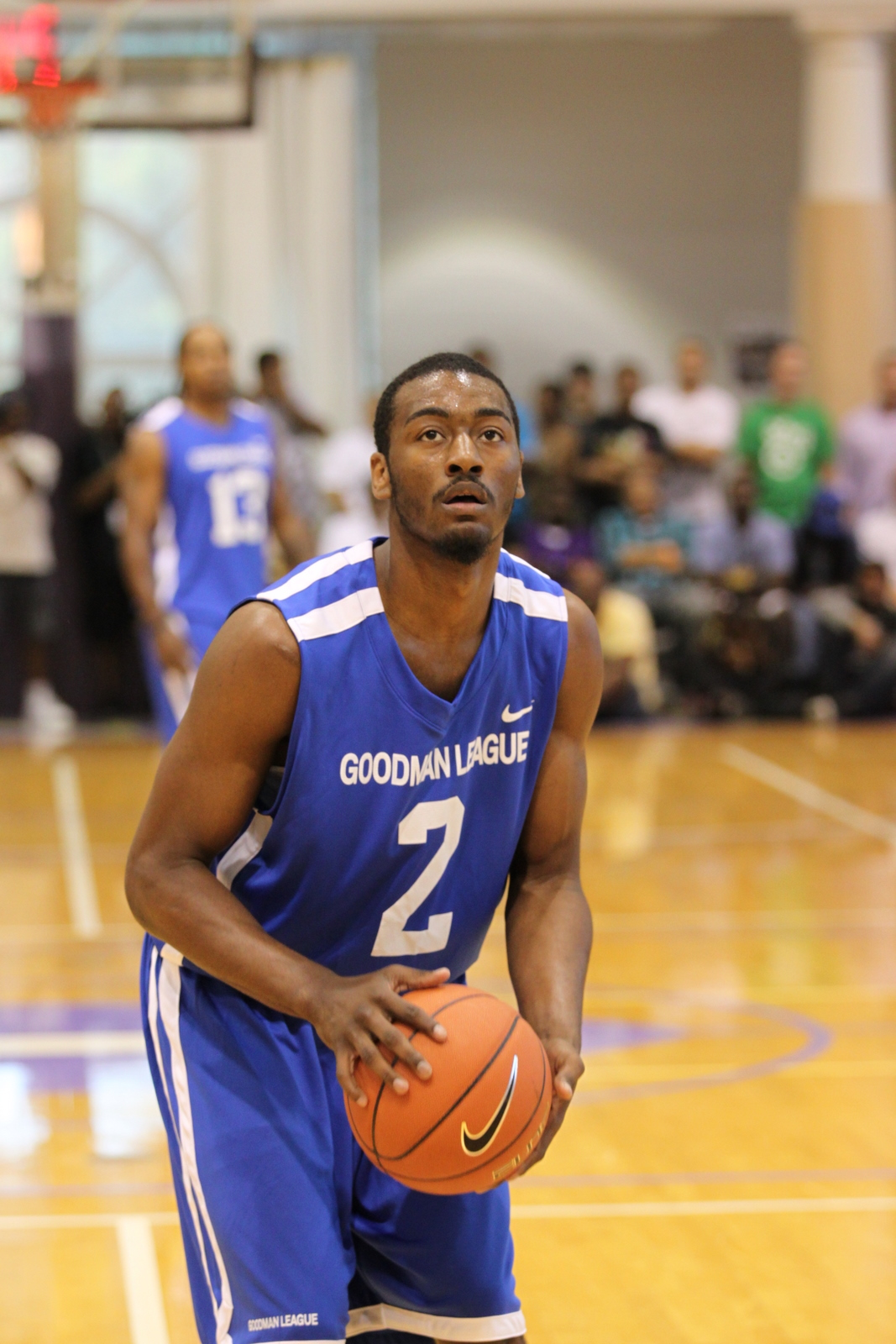
Wall während seiner College-Zeit

John Wall besuchte die als sehr christlich geltende, private High School Word of God Christian Academy in Raleigh, North Carolina. Auf der Guard-Position war er der beste Spieler seines Jahrgangs und dementsprechend wechselte er 2009 an die University of Kentucky, um unter Trainer John Calipari zu spielen. Einer seiner Mannschaftskollegen wurde DeMarcus Cousins, mit dem Wall ein schlagfertiges Duo bildete. Bereits in seinem ersten Spiel führte er die Wildcats mit 19 Punkten an und verwandelte 5 Sekunden vor dem Ende den spielentscheidenden Wurf. In zahlreichen weiteren Spielen stellte er sein großes Potenzial unter Beweis und gewann zahlreiche Auszeichnungen. Für die Teilnahme am Final-Four reichte es jedoch nicht. Während seines ersten und einzigen Jahres, erzielte Wall 16,6 Punkte 6,5 Assists und 4,3 Rebounds pro Spiel.

## NBA-Karriere

### Washington Wizards (2010–2020)

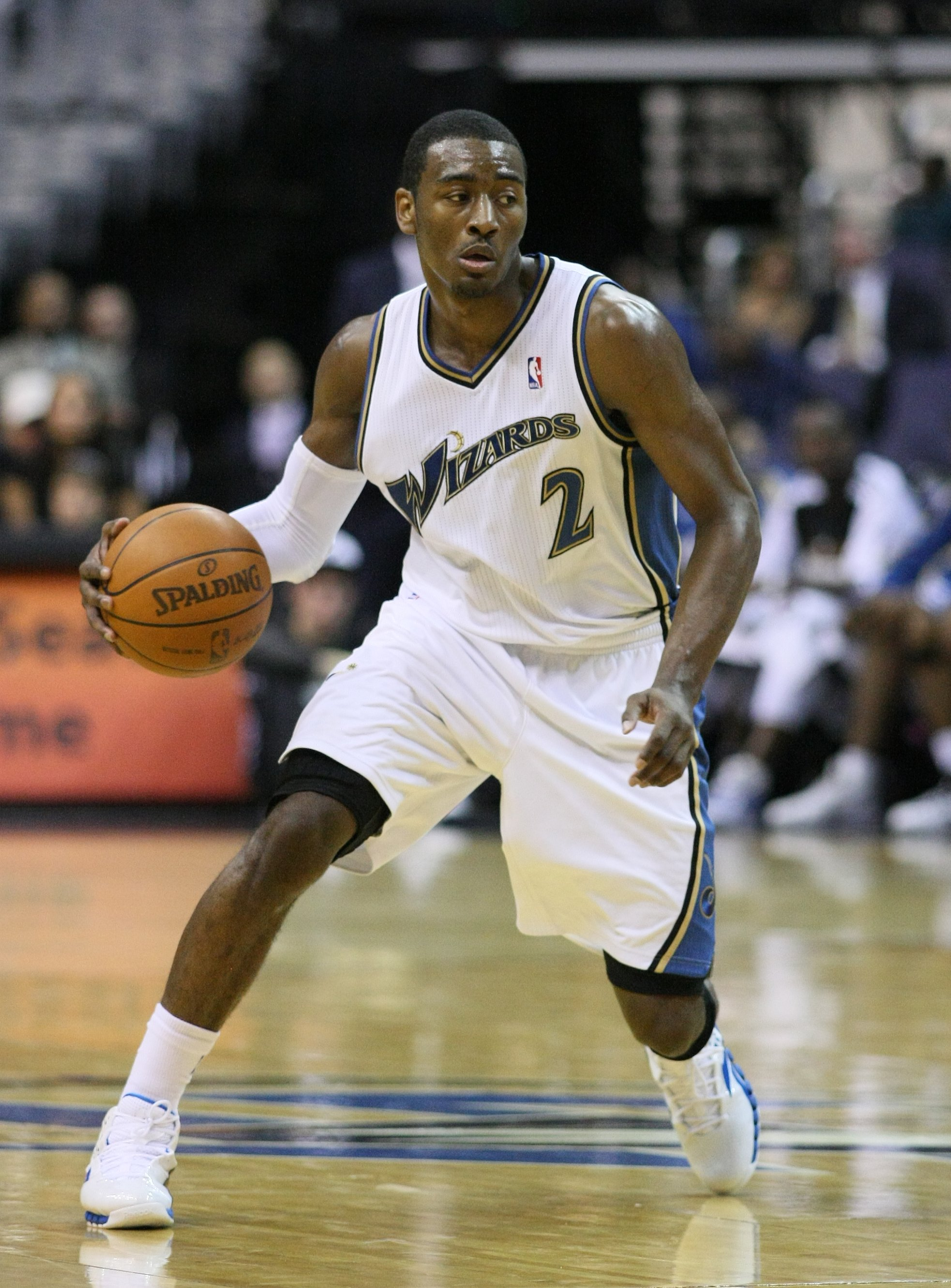
John Wall im Trikot der Wizards (2010)

Nach der Saison verließ er die Universität und wurde im NBA-Draft 2010 als Nummer eins von den Washington Wizards ausgewählt. Dort spielt er jedoch nicht mit der Nummer 11 wie auf dem College, sondern mit der 2, da die Nummer 11 bei den Wizards schon für Elvin Hayes gesperrt wurde und somit nicht mehr vergeben wird. 2010 nahm er an der NBA Summer League teil. Dort erzielte er im Schnitt 23,5 Punkte, 7,8 Assists und 4 Rebounds. Bereits in seinem sechsten NBA-Spiel erzielte er ein Triple-Double. Er wurde damit der drittjüngste Spieler in der Geschichte der NBA, der ein Triple Double erzielen konnte.
Am 19. Februar 2011 nahm Wall im Rahmen des NBA All-Star Weekends an der Rookie-Challenge 2011 teil, die die Rookies mit 148:140 für sich entschieden und wurde unter anderem dank seiner 22 Assists zum MVP des Spiels gewählt.
Für seine spielerische Leistung im ersten Profijahr wurde Wall mit der Berufung in das NBA All-Rookie First Team 2011 ausgezeichnet, außerdem war er Zweiter bei der Wahl zum NBA Rookie of the Year Award hinter Blake Griffin.
In seinem zweiten Jahr gehörte Wall in allen 66 Spielen Washingtons Anfangsaufstellung an. Jedoch blieb eine Leistungssteigerung aus, seine statistischen Werte stagnierten. Dennoch wurde Wall zur Rising Stars Challenge eingeladen.

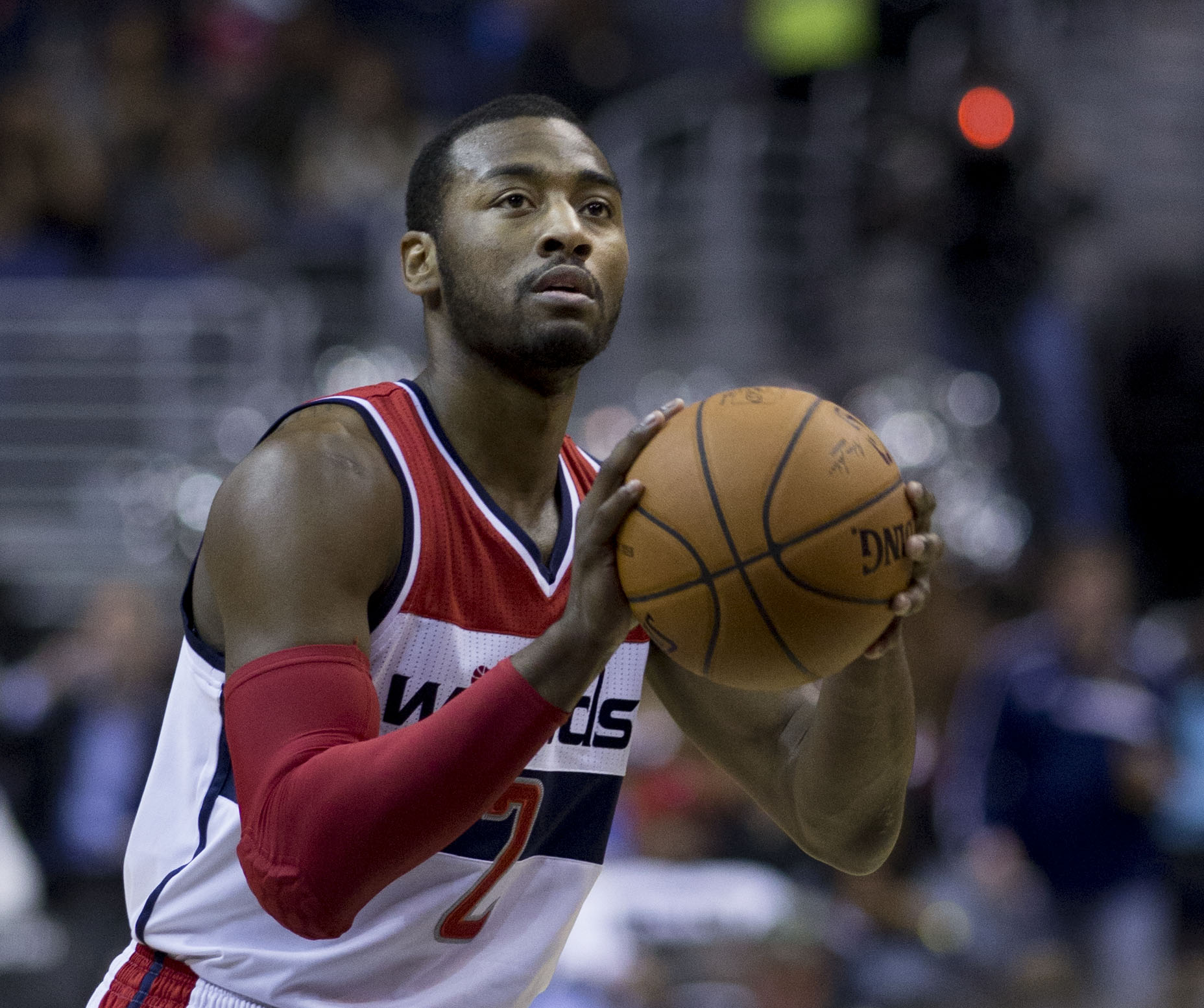
John Wall (2014)

Aufgrund einer Knieverletzung setzte Wall zu Beginn der Saison 2012/13 einige Spiele aus. Am 22. März 2013 gegen die Los Angeles Lakers verteilte Wall 16 Assists und erreichte damit seinen neuen Höchstwert in der NBA. Drei Tage später erzielte er beim Sieg gegen die Memphis Grizzlies mit 47 Punkten eine weitere Bestmarke. Die Saison schloss er mit 18,5 Punkte, 4,0 Rebounds und 7,6 Assists pro Spiel ab.
Am 31. Juli 2013 verlängerte Wall seinen Vertrag bei den Wizards um fünf Jahre. Die Vereinbarung sicherte ihm einen Verdienst von 80 Millionen US-Dollar zu. 2014 wurde Wall erstmals zum NBA All-Star Game eingeladen. Im Rahmen des NBA All-Star Weekend 2014 gewann Wall den NBA Slam Dunk Contest. Mit den Wizards zog er 2014 erstmals in die Play-offs ein, wo man im Halbfinale an den Indiana Pacers scheiterte. Im Jahre 2015 wurde Wall zum zweiten Mal in das NBA All-Star Game eingeladen. Obwohl er mit fast 20 Punkten und 10 Assists im Schnitt seine individuell beste Saison spielte, verfehlte Washington 2016 die Playoffteilnahme.
Am 6. Dezember 2016 erzielte Wall gegen die Orlando Magic einen neuen persönlichen NBA-Höchstwert von 52 Punkten. Das Spiel wurde von den Wizards jedoch verloren. Wenige Tage später setzte er sich in der ewigen Bestenliste der Washington Wizards in der Wertung Ballgewinne an die Spitze, nachdem ihm gegen die Charlotte Hornets 7 Steals gelungen waren. Im Februar 2017 folgte seine vierte All-Star-Nominierung. Obwohl sich Wall im Mai 2016 an beiden Knien hatte operieren lassen, führte er die Wizards in der Saison 2016/17 mit Karrierebestwerten in Punkten und Assists sowie Steals auf den vierten Platz der Conference und damit auch in die Playoffs. In dieser Saison gelang ihm zusätzlich die Qualifikation für das All-NBA third Team.
In seiner achten Saison (2017/18) musste er wegen Knieproblemen einige Spiele aussetzen und konnte nicht an seine Leistungen vom Vorjahr anknüpfen. Aufgrund einer Knieoperation konnte er auch am NBA All-Star Game nicht teilnehmen. Er kehrte jedoch im März 2018 zurück und führte die Wizards in die Playoffs. In der Saison darauf absolvierte Wall nur 32 Saisonspiele, ehe er sich an der linken Ferse verletzte. Nach dem Eingriff erlitt Wall zunächst eine Entzündung an der operierten Stelle. Bei der Behandlung wurde ein Achillessehnenriss festgestellt, den sich Wall bei einem Sturz in seinem Haus zugezogen hatte. In der Saison 2019/20 bestritt Wall aufgrund dieser gesundheitlichen Probleme kein einziges Spiel.

### Houston Rockets (2020 bis 2022)
Am 2. Dezember 2020 wurde Wall mitsamt einer lotteriegeschützten Erstrundenwahl im Jahr 2023 im Austausch für Russell Westbrook an die Houston Rockets abgegeben. In seiner ersten Saison in Houston erzielte er im Schnitt 20,6 Punkte sowie 6,9 Assists pro Spiel. In allen 40 von ihm bestrittenen Saisonspielen stand Wall in der Startaufstellung der Texaner.
Wall spielte anschließend in Houstons Planungen keine Rolle mehr, da die Texaner einen Neuanfang einleiten wollten und dabei nicht auf die Dienste des Spielmachers zurückgreifen wollte. Während der gesamten Saison 2021/22 kam zu keiner einzigen Minute Einsatzzeit, sein Vertrag wurde am 29. Juni 2022 gegen Zahlung einer Abfindung aufgelöst (englisch: Buyout), womit Wall zum Free Agent wurde.

### Los Angeles Clippers (2022 bis 2023)
Am 8. Juli 2022 verkündete Wall, bei den Los Angeles Clippers unterzeichnet zu haben. Es handelt sich dabei um einen Zweijahresvertrag, der ein Gehaltsvolumen von 13,2 Millionen US-Dollar umfasste. In der Saison 2022/23 erzielte er für die Kalifornier in 34 Einsätzen im Schnitt 11,4 Punkte und bereitete 5,2 Korberfolge seiner Mannschaftskameraden vor, ehe seine Zeit in Los Angeles im Februar 2023 ablief und er Gegenstand eines Tauschgeschäfts wurde.
Die Los Angeles Clippers gaben Wall im Februar 2023 an die Houston Rockets ab. Kurz zuvor hatte er sich öffentlich abfällig über die Texaner geäußert, bei denen er bis Sommer 2022 unter Vertrag stand. Houston nahm Walls Dienste nicht in Anspruch, kurz nach dem Vollzug des Spielertauschs gab man die Trennung bekannt.
Am 19. August 2025 gab Wall über Instagram bekannt, dass er seine aktive Karriere beenden würde.

## Erfolge und Auszeichnungen
- 5× NBA All-Star: 2014–2018
- All-NBA Third Team: 2017
- NBA All-Rookie First Team: 2011

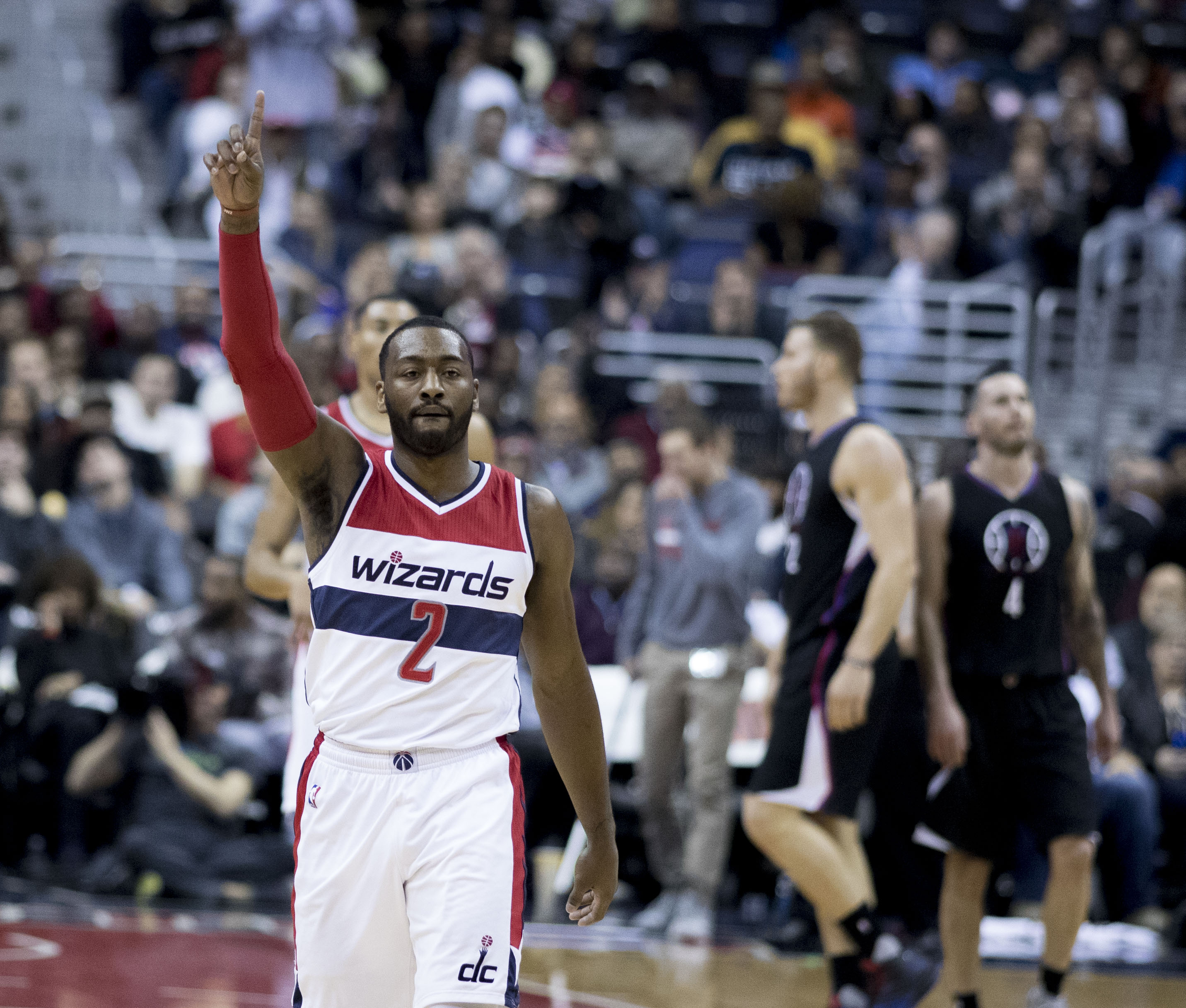
Wall im Jahr 2016

- MVP des NBA All-Star Weekend Rookie Challenge 2011
- NBA Slam Dunk Champion 2014
- NBA Community Assist Award: 2016

## Karriere-Statistiken

### NBA

#### Hauptrunde
| Saison   | Team       | GP  | GS  | MPG  | FG % | 3P % | FT %  | RPG | APG  | SPG | BPG | PPG  |
| -------- | ---------- | --- | --- | ---- | ---- | ---- | ----- | --- | ---- | --- | --- | ---- |
| 2010–11  | Washington | 69  | 64  | 37.8 | .409 | .296 | .766  | 4.6 | 8.3  | 1.8 | 0.5 | 16.4 |
| 2011–12  | Washington | 66  | 66  | 36.2 | .423 | .071 | .789  | 4.5 | 8.0  | 1.4 | 0.9 | 16.3 |
| 2012–13  | Washington | 49  | 42  | 32.7 | .441 | .267 | .804  | 4.0 | 7.6  | 1.3 | 0.8 | 18.5 |
| 2013–14  | Washington | 82  | 82  | 36.3 | .433 | .351 | 805   | 4.1 | 8.8  | 1.8 | 0.5 | 19.3 |
| 2014–15  | Washington | 79  | 79  | 35.9 | .445 | .300 | .785  | 4.6 | 10.0 | 1.7 | 0.6 | 17.6 |
| 2015–16  | Washington | 77  | 77  | 36.2 | .424 | .351 | .791  | 4.9 | 10.2 | 1.9 | 0.8 | 19.9 |
| 2016–17  | Washington | 78  | 78  | 36.4 | .451 | .327 | .801  | 4.2 | 10.7 | 2.0 | 0.6 | 23.1 |
| 2017–18  | Washington | 41  | 41  | 34.4 | .420 | .371 | .726  | 3.7 | 9.6  | 1.4 | 1.1 | 19.4 |
| 2018–19  | Washington | 32  | 32  | 34.5 | .444 | .302 | .697  | 3.6 | 8.7  | 1.5 | 0.9 | 20.7 |
| 2020–21  | Houston    | 40  | 40  | 32.2 | .404 | .317 | .749  | 3.2 | 6.9  | 1.1 | 0.8 | 20.6 |
| Gesamt   | Gesamt     | 613 | 601 | 35.6 | .431 | .323 | .779  | 4.3 | 9.1  | 1.7 | 0.7 | 19.1 |
| All-Star | All-Star   | 4   | 1   | 21.2 | .612 | .333 | 1.000 | 4.2 | 4.5  | 2.2 | 0.0 | 16.2 |

#### Playoffs
| Saison  | Team       | GP | GS | MPG  | FG % | 3P % | FT % | RPG | APG  | SPG | BPG | PPG  |
| ------- | ---------- | -- | -- | ---- | ---- | ---- | ---- | --- | ---- | --- | --- | ---- |
| 2013–14 | Washington | 11 | 11 | 38.2 | .366 | .219 | .765 | 4.0 | 7.1  | 1.6 | 0.7 | 16.3 |
| 2014–15 | Washington | 7  | 7  | 39.0 | .391 | .176 | .846 | 4.7 | 11.9 | 1.4 | 1.4 | 17.4 |
| 2016–17 | Washington | 13 | 13 | 39.0 | .452 | .344 | .839 | 3.7 | 10.3 | 1.7 | 1.2 | 27.2 |
| 2017–18 | Washington | 6  | 6  | 39.0 | .441 | .190 | .851 | 5.7 | 11.5 | 2.3 | 1.3 | 26.0 |
| Gesamt  | Gesamt     | 37 | 37 | 38.8 | .419 | .267 | .822 | 4.3 | 9.8  | 1.7 | 1.1 | 21.9 |